# Eggiwil

Eggiwil es una comuna suiza del cantón de Berna, situada en el distrito administrativo del Emmental. Tiene una población estimada, a fines de 2020, de 2,485 habitantes.
Limita al norte con las comunas de Langnau im Emmental y Trubschachen, al noreste con Trub, al este con Marbach (LU), al sureste con Schangnau, al suroeste y oeste con Röthenbach im Emmental, y al noroeste con Signau.

## Ciudades hermanadas
- Nová Včelnice.